# Henry Paget (Bayly), 1. hrabě z Uxbridge
Henry Paget, 1. hrabě z Uxbridge (Henry Bayly-Paget, 1st Earl of Uxbridge, 10th Baron Paget of Beaudesert, 3rd Baronet Bayly of Plas Newydd) (18. června 1744 – 13. března 1812) byl britský politik a dvořan. Pocházel ze šlechtického rodu Bayly z Walesu, jako nejbližší příbuzný vymřelého rodu Pagetů přijal v roce 1769 příjmení Paget, stal se členem Sněmovny lordů a později získal obnovený titul hraběte z Uxbridge (1784). Jako otec početné rodiny stál u zrodu významné aristokratické dynastie Pagetů, všech šest synů zasedalo v Dolní sněmovně, prosadili se v armádě, námořnictvu, diplomacii a státní správě. Nejvíce proslul nejstarší syn Henry William Paget, 1. markýz z Anglesey, vojevůdce napoleonských válek.

## Životopis

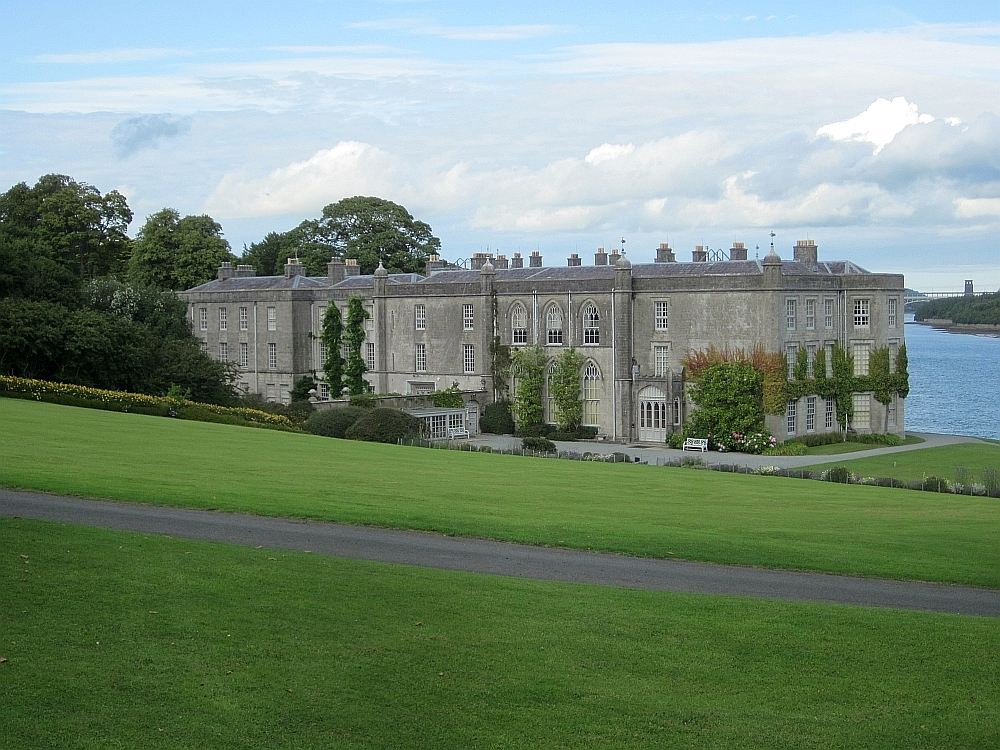
Zámek Plas Newydd (Wales), hlavní rodové sídlo

Pocházel ze šlechtického rodu Bayly z Walesu, jehož vzestup zajistil v 17. století Lewis Bayly, biskup v Bangoru. Narodil se jako starší syn poslance Sira Nicholase Baylyho (1709–1782), matka Caroline, rozená Paget (1707–1766), pocházela z rodu hrabat z Uxbridge a byla dcerou generála Thomase Pageta. Po vymření Pagetů přijal Henry jméno Paget (1769), zároveň zdědil titul barona Pageta z Beaudesertu, s nímž vstoupil do Sněmovny lordů. Později získal zaniklý titul hrabat z Uxbridge (1784), mezitím po otci zdědil také titul baroneta (1782) a statky ve Walesu. Postupně získal několik místodržitelských úřadů v hrabstvích ve Walesu i v Anglii (Anglesey 1782–1812, Pembrokeshire 1790–1812, Staffordshire 1801–1812), od roku 1790 zastával čestný post viceadmirála v severním Walesu, kromě toho se uplatnil také v čestných funkcích u dvora a v roce 1773 získal čestný doktorát v Oxfordu.

## Rodina
Jeho manželkou byla od roku 1767 Jane Champagné (1742–1817), dcera duchovního Arthura Champagné a po babičce spřízněná s rodinou hrabat z Granardu, s níž byl příbuzný i Henry. Měli spolu dvanáct dětí.

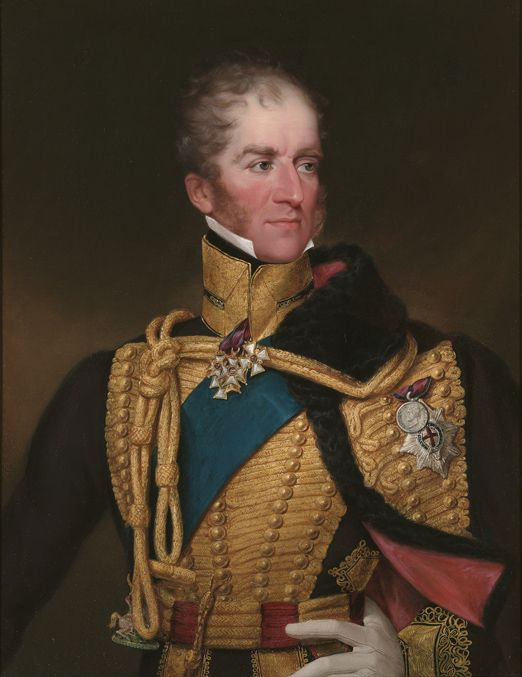
Polní maršál Henry William Paget, 1. markýz z Anglesey (1768–1854), nejstarší syn 1. hraběte z Uxbridge

- Henry William Paget, 1. markýz z Anglesey (1768–1854), polní maršál, místokrál v Irsku, 1815 markýz z Anglesey
- William Paget (1769–1794), námořní kapitán, člen Dolní sněmovny
- Sir Arthur Paget (1771–1840), diplomat, člen Dolní sněmovny, vyslanec ve Vídni a Istanbulu
- Caroline Paget (1773–1847), manžel 1792 John Thomas Capel (1769–1819)
- Sir Edward Paget (1775–1849), generál, člen Dolní sněmovny, guvernér na Cejlonu
- Jane Paget (1777–1842), manžel 1797 George Stewart, 8. hrabě z Galloway (1768–1834), admirál
- Sir Charles Paget (1778–1839), admirál, člen Dolní sněmovny, vrchní velitel v severní Americe
- Berkeley Thomas Paget (1780–1842), politik, člen Dolní sněmovny
- Louisa Paget (1781–1842), 1. manžel 1801 James Erskine (1772–1825), 2. manžel 1826 George Murray (1772–1846), generál
- Charlotte (1781–1817), manžel 1805 John Cole, 2. hrabě z Enniskillenu (1768–1840), reprezentant irských peerů ve Sněmovně lordů
- Mary (1783–1835), manžel 1803 Thomas Graves, 2. baron Graves (1775–1830), politik, dvořan

Henryho mladší bratr Nicholas Bayly (1749–1814) setrval u původního rodového příjmení Bayly a byl poslancem Dolní sněmovny. Jeho syn Sir Henry Bayly (1770–1846) dosáhl za napoleonských válek hodnosti generálporučíka.